# Sing It Loud
Sing it Loud es una banda de pop rock de Minneapolis, Minnesota. 

## Historia
Sing It Loud surgió de la amistad entre el vocalista Pat Brown y el guitarrista Kieren Smith, quienes fundaron el grupo juntos, y para completar la formación añadieron a miembros de los cuales conocían a nivel local en la escena musical de Minneapolis. A la banda se le ofreció un contrato con Epitaph Records después de solo siete presentaciones juntos. Su debut para Epitaph fue un EP producido por Josh Cain de Motion City Soundtrack, lanzado en marzo de 2008. 
Luego de esto, el grupo estuvo de gira con We the Kings, Valencia, Every Avenue, Hit the Lights, All Time Low, Farewell, Cobra Starship, Forever the Sickest Kids, Single File, Cash Cash, Motion City Soundtrack, y otros. Su Disco fue producido por Josh Cain y mezclado por Mark Trombino, y fue lanzado por Epitaph el 23 de septiembre de 2008. El álbum cuenta con intervenciones de Justin Pierre de Motion City Soundtrack y Alex Gaskarth de All Time Low.
Su Disco Come Around hit se encuentra # 44 en la Tabla Billboard Heatseekers.

## Miembros
- Pat Brown - Voz / Guitarra
- Nate Flynn - Bajo
- Ben Peterson - Teclado / Sintetizador
- Kieren Smith - Voz / Guitarra
- Christopher "Sick Boy" Lee - Batería

## Exmiembros
- Dane Schmidt - Batería

## Discografía
- Sing It Loud EP (Epitaph Records, de marzo de 2008)
- Come Around (Epitaph Records, de septiembre de 2008)